# Kerria meridionalis
Kerria meridionalis är en insektsart som först beskrevs av Chamberlin 1923.  Kerria meridionalis ingår i släktet Kerria och familjen Kerriidae. Inga underarter finns listade i Catalogue of Life.